# Nicolae Suțu (dragoman)
Nicolae „Draco” Suțu (în greacă Νικόλαος Σούτσος, n. 1715 – d. 29 august 1769), din familia Suțu de origine fanariotă greacă, a fost un mare dragoman (interpret) al Sublimei Porți în perioada 28 septembrie 1768 - 29 august 1769. A fost fratele lui Mihai Suțu. Tatăl său a fost Constantin „Draco” Suțu (în greacă Κωνσταντίνου Δράκου-Σούτσου).
L-a însoțit pe Mehmet Emin Pașa în campania anti-rusă. Mai târziu a căzut în dizagrație și în iulie 1769 a fost închis la Istanbul împreună cu Grigore Callimachi, Domn al Moldovei. A fost decapitat la 29 august 1769.